# Porocottus camtschaticus
Porocottus camtschaticus är en fiskart som först beskrevs av Schmidt, 1916.  Porocottus camtschaticus ingår i släktet Porocottus och familjen simpor. Inga underarter finns listade i Catalogue of Life.